# Первое Кузнецово
 Первое Кузнецово  — деревня в Шарангском районе Нижегородской области в составе Роженцовского сельсовета.

## География
Расположена на расстоянии примерно 15 км на юг по прямой от районного центра посёлка Шаранга.

## История
Упоминается с 1891 года как починок Кузнецовский, в 1905 дворов 35 и жителей 301, в 1926 (деревня Кузнецово 1-е) 54 и 263, в 1950 39 и 128. По местным данным образовалась в 1865 году. Основателями были Кузнецовы и Куклины, прибывшие из Яранского уезда. Работали колхоз «Страна Советов», совхоз «Кушнурский», товарищество «Ивановское».

## Население
Постоянное население составляло 13 человек (русские 100 %) в 2002 году, 4 в 2010.